# Aleksandar Temelkov
Aleksandar Temelkov (in macedone Александар Темелков?; Kočani, 6 ottobre 1987) è un calciatore macedone, centrocampista dell'Oesdorf.

## Carriera

### Club
Il 4 luglio 2017 viene acquistato a titolo definitivo dalla squadra macedone del Renova.